# Фив, Кароль
Ка́роль Фив (фр. Carole Fives; род. 12 ноября 1971, Ле-Туке-Пари-Плаж) — французская писательница. Большинство её текстов опубликовано в издательстве Gallimard, в сериях Arbalète и La Blanche, а также в карманных издательствах Points и Folio.

## Биография
Получив диплом бакалавра по философии и степень магистра искусств, поступила в школу изящных искусств в Париже, которую успешно окончила. Работала художницей; до 2012 года преподавала изобразительное искусство в Академии Лилля (живопись, живая модель). Отказ от живописи ради литературы стал темой двух книг: Modèle vivant et Térébenthine.
В 2017 году выходит роман Une femme au téléphone, где изображена депрессивная мать, которая ежедневно звонит дочери. Текст написан в форме одностороннего диалога, никогда не требующего ответа.
Роман Tenir jusqu'à l'aube вышел в 2018 году. Он описывает социальное унижение матери-одиночки. Входил в списки номинантов на премии Fnac, Wepler, Médicis и Prix Landerneau (книга вышла в финал). Сейчас его адаптирует для кино режиссер Марго Галлимар.
Роман Térébenthine (2020) изображает трех студентов-художников в конце 1990-х годов, их желание рисовать, несмотря на академическую систему, которая признала смерть живописи и фигуративного искусства. Роман адаптируется к телесериалу.
Роман Quelque chose à te dire (2022) рассказывает об увлечении одной писательницы другой, которое превращается в навязчивую идею. В романе о литературном двойнике чувствуется влияние Хичкока.  Вошел в список лучших романов по версии журналов L'Express и Madame Figaro.

## Произведения

### Романы
- Que nos vies aient l'air d'un film parfait, Le Passage, 2012
- C'est dimanche et je n'y suis pour rien, L'Arbalète/Gallimard, 2015
- Une femme au téléphone, L'Arbalète/Gallimard, 20173,4 Réédition Gallimard, coll. " Folio "
- Tenir jusqu’à l'aube, L'arbalète/Gallimard, 2018, 180 pages (ISBN 978-2-07-279-739-2)
- Térébenthine, Gallimard, 2020, 173 p. (ISBN 978-2-07-286-980-8) coll. " Folio ".
- Quelque chose à te dire, Gallimard, 2022, 176 p. (ISBN 978-2-07-298-978-0) coll. " Blanche ".

### Эссе и новеллы
- Quand nous serons heureux, Le Passage, coll. " Points "
- Ça nous apprendra à naître dans le Nord, La Contre Allée, 2011
- Camille Claudel, La vie jeune, Invenit, 2015

### Молодежные
- Zarra, roman, illustrations de Dorothée de Monfreid, Neuf de L'École des loisirs, 2010.
- Dans les jupes de maman, illustrations de Dorothée de Monfreid, Sarbacane, 2012.
- Honte de tout, Thierry Magnier, 2013.
- Incunables, CRL Nord Pas de Calais / éditions Invenit, 2014.
- Modèle vivant, L'École des loisirs, 2014.
- Que fait la maîtresse après l’école ?, L'École des loisir], 2014.
- Comment faire garder ses parents ?, illustrations de Séverine Assous, Hélium, 2017.
- À ton âge, illustrations de Séverine Assous, Hélium, 2019.